# Pseudochirella calcarata
Pseudochirella calcarata är en kräftdjursart som beskrevs av Georg Ossian Sars 1920. Pseudochirella calcarata ingår i släktet Pseudochirella och familjen Aetideidae. Inga underarter finns listade i Catalogue of Life.